# Edsall Walker
Edsall Elliott Walker (ur. 15 września 1910 w Catskill, zm. 19 lutego 1997 tamże) – amerykański bejsbolista (miotacz) Negro National League, w sezonach 1936−1941 i 1943−1945 zawodnik Homestead Grays, a w sezonie 1941 zawodnik Philadelphia Stars